# 퓨어플러스
퓨어플러스(영어: PurePlus)는 대한민국의 음료 제조 회사다. 과일 음료, 어린이 음료 등을 제조한다. 2024년 9월 한화갤러리아가 인수했다.